# Early Stages: The Highlights
Early Stages: The Highlights è un album live della band progressive inglese Marillion, uscito il 17 marzo 2013. Il disco è una compilation del box Early Stages: The Official Bootleg Box Set 1982-1987 pubblicato nel 2008, con concerti dal vivo registrati tra il 1982 ed il 1988, all'epoca in cui il cantante del gruppo era Fish. Il brano Market Square Heroes, tratto dal concerto Fife Aid in St. Andrews del 1988 è inedito.

## Tracce

### Disco 1
The Mayfair, Glasgow 1982
1. Garden Party
2. She Chameleon
3. Three Boats Down From The Candy

Marquee Club, London 1982
1. Script For A Jester's Tear
2. Chelsea Monday
3. Forgotten Sons

Reading Rock Festival 1983
1. Grendel
2. Charting The Single
3. He Knows You Know

### Disco 2
Hammersmith Odeon, London 1984
1. Assassing
2. Punch And Judy
3. The Pseudo-Silk Kimono
4. Kayleigh
5. Bittersuite
6. Heart Of Lothian
7. Fugazi

Wembley Arena, London 1987
1. Slainte Mhath
2. Sugar Mice
3. Hotel Hobbies
4. Warm Wet Circles
5. That Time Of The Night
6. The Last Straw

Fife Aid, St. Andrews 1988
1. Market Square Heroes (previously unreleased)

## Formazione
- Fish – voce
- Mark Kelly – tastiere
- Ian Mosley – batteria
- Steve Rothery – chitarra
- Pete Trewavas – basso/voce
- Mick Pointer – batteria
- Andy Ward – batteria
- John Martyr – batteria
- Corie Jonas – cori